# 3652 Soros
3652 Soros este un asteroid din centura principală, descoperit pe 6 octombrie 1981 de Tamara Smirnova.